# Sagittarius A*

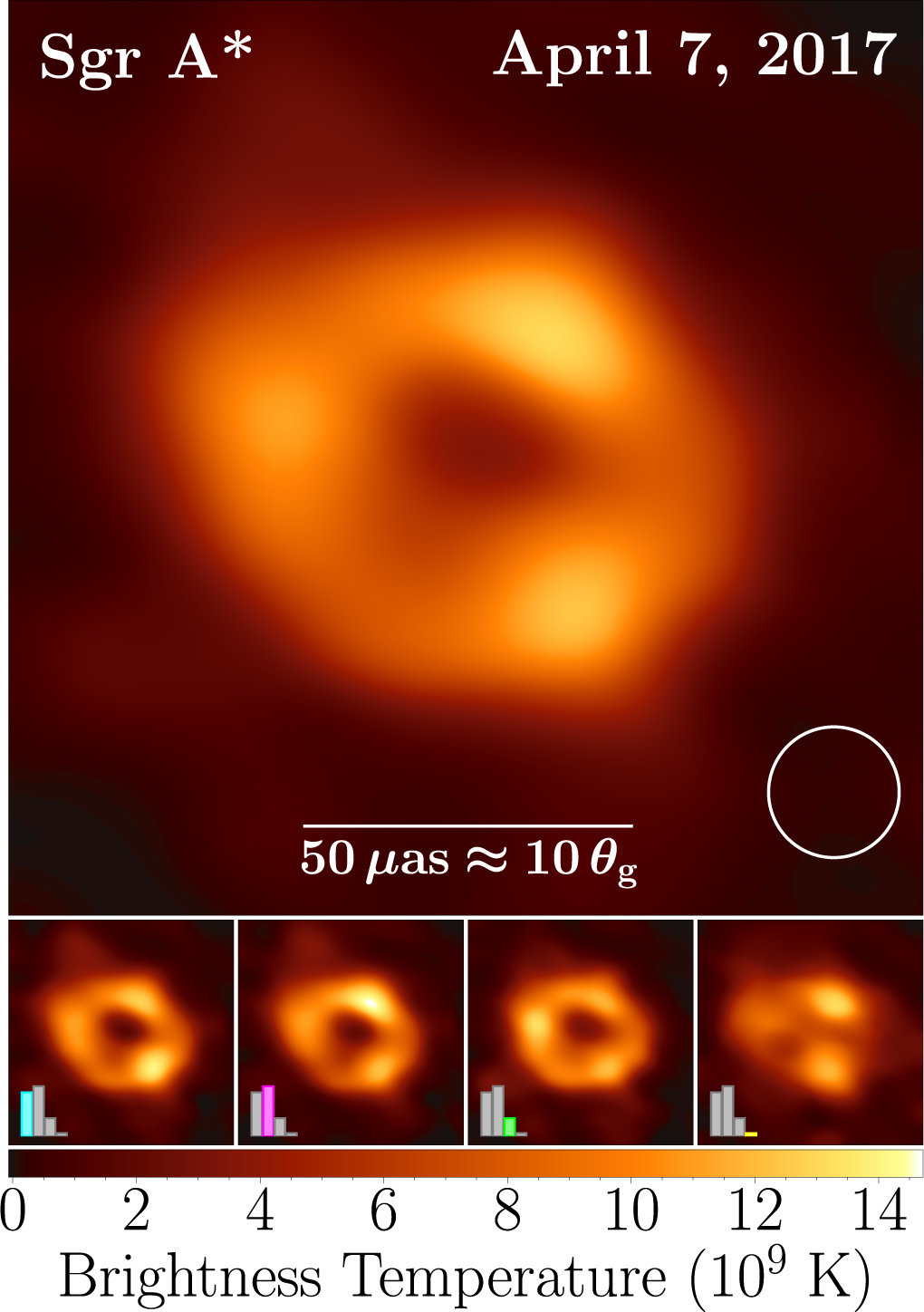
Bild av Sagittarius A*, publicerad av Event Horizon Telescope 12 maj 2022.

Sagittarius A* (Sgr A*; i stjärnbilden Skytten) är en ljusstark och extremt kompakt radiokälla i Vintergatans centrum, och en del av objektgruppen Sagittarius A. Centrum för Vintergatan befinner sig cirka 26 000 ljusår från jorden. Objektet anses vara ett supermassivt svart hål.

## Karaktär
Den 16 oktober 2002 upptäckte ett internationellt forskarlag lett av Rainer Schödel vid Max Planck-institutet för utomjordisk fysik, efter tio års studier, att stjärnan S2 roterar i en elliptisk bana kring galaxens centrum med en omloppstid av 15 år. Detta verkade tyda på ett oerhört massivt objekt i centrum.

## Identitet
Observationer med Chandra-teleskopet bekräftade att det är mest troligt att objektet är ett så kallat supermassivt svart hål, det vill säga ett svart hål med ovanligt stor massa. Tidigare teorier har bland annat handlat om att massan i själva verket kunnat vara en kompakt stjärnhop. Med en så hög massa i en så liten radie, bedömer man att stjärnorna i detta fall emellertid skulle kollapsa in i varandra på grund av den höga gravitation de skulle utöva på varandra.
Chandra-teleskopets observationer har också visat tecken på att det svarta hålet slukat minst en närliggande himlakropp, med de sedvanliga efterföljande fluktuationerna i röntgenljusstyrka som sedan återgått till den normala igen. Till exempel syntes i september 2013 ett mycket kraftigt och kortvarigt röntgenutbrott som man antagit var en asteroid som slukats. Eftersom det handlar om ett mörkt objekt med en massa på cirka 4 miljoner solmassor, anses inget annat än ett supermassivt svart hål rimligt kunna förklara observationerna.
Sagittarius A* innehåller den enda kandidaten i Vintergatan till ett svart hål med en miljon solmassor eller mer. Man har upptäckt kandidater till supermassiva svarta hål i centrum av många galaxer (ofta med betydligt större massor). Det anses att Sagittarius A* innehåller Vintergatans centrala svarta hål, Vintergatans mittpunkt.